# Oddvar Lund
Oddvar Lund, född 16 maj 1888 i Furnes (numera Ringsaker), Hedemarkens amt, död 12 maj 1974 i Fredrikstad, var en norsk trädgårdsmästare och ämbetsman.
Lund, som var son till lantbrukare Halvor Lund och Kathrine Lundebye, avlade examen vid Hylla hagebruksskole 1906 och vid Norges Landbrukshøyskole 1912, var trädgårdslärare vid  Sem landbruksskole 1912–1913 och fylkesträdgårdsmästare i Hedmark fylke 1913–1918. Han var lärare vid Statens gartnerskole i Oslo 1917–1925, föreståndare 1925–1940 och statskonsulent, senare byråchef i lantbruksdepartementet. Han drev samtidigt sitt lantbruk på Nor i Vinger 1916–1932. Han var medlem av Vinger herredsstyre 1920–1922 och av flera kommunala kommittéer. Han var en del år medlem av Hedmark Landbrukselskaps styrelse. Han var ordförande bland annat i Norsk Gartnerforening 1923–1927 och 1932–1938, i Gartnernes og Hagebrukernes Salgslag i Oslo (Gartnerhallen) 1930–1940, Landbrukets Emballasjeforrettning i Oslo från 1929, i Øst-Norges Bærlag 1930–1940 och i Norges Bærlag från 1931, medlem av Norges Bondelags landsstyrelse 1935–1940 och av en del departementala kommittéer. Han var medlem av Omsetningsrådet 1942–1946 och ordförande i Saft- og konservesfabrikkernes forening 1932–1942. Han var medredaktör i och författare till vissa avsnitt av Gartnernæringen i Norge, av Almanakk for gartneri og hagebruk från 1936, medarbetare i Nordisk Illustreret Hagebruksleksikon 1936 och i Norsk Gartnerforenings Tidsskrift.